# Anciens abattoirs de Casablanca
Les Anciens abattoirs de Casablanca sont les abattoirs construits en 1912, sous le protectorat français au Maroc, dans le quartier de Hay Mohammadi à Casablanca.

## Histoire
Les anciens abattoirs de Casablanca furent construits par l'architecte Georges-Ernest Desmarest en 1912 et modernisés en 1922 par Henri Prost.
Son architecture est d'un style dénommé « arabisance ». Les portes de la grande halle portent des étoiles chérifiennes en carreaux de zellige traditionnels. Le terrain occupe 5,5 hectares et les bâtiments 2,2 hectares. Ils ont employé jusqu'à 5 000 personnes.
Les bâtiments comprenaient :
- une boucherie porcine
- une triperie
- une boyauterie
- des boucheries de petit bétail
- des boucheries de gros bétail (inaugurées en 1953)
- une halle aux cuirs
- une écurie de gros bétail
- une écurie de petit bétail
- une écurie à chevaux
- une boucherie hippophagique
- un espace d'équarrissage
- un bâtiment frigorifique

Agrandis en 1951, fermés en 2002, remplacés par de nouveaux abattoirs situés en périphérie de Casablanca,, ils ont été inscrits en 2003 dans la Liste des monuments historiques et bâtiments inscrits.
En 2009 est créée sur le site « la fabrique culturelle des Abattoirs » qui propose des concerts, des pièces de théâtre, de la danse, des ateliers pour les enfants de Hay Mohammadi organisés par Dounia Benslimane et Kenza Sefrioui, des débats, des conférences de « Mutual Heritage », des expositions.